# Nicolas Hayek
Pour les articles homonymes, voir Hayek.
Nicolas George Hayek, né le 19 février 1928 à Beyrouth et mort le 28 juin 2010 à Bienne, est un entrepreneur suisse d'origine libanaise. Président du groupe horloger Swatch Group, il a beaucoup œuvré pour sauvegarder le savoir-faire et le succès commercial de l'horlogerie suisse. Il est également l'inventeur du concept de la petite voiture citadine Smart en collaboration avec Mercedes-Benz.

## Biographie
Nicolas Hayek est né le 19 février 1928, dans une famille grecque-orthodoxe à Beyrouth au Liban. Sa mère est libanaise et son père, libano-américain, est dentiste et professeur à l'Université américaine de Beyrouth. Bercé par la culture française, le jeune Nicolas fréquente l'école des pères jésuites. Il fait ses études supérieures à l'Université de Lyon I, où il obtient une licence en mathématiques et physique en 1948. L'année suivante, il effectue un stage dans l'actuariat chez le professeur Jecklin à la compagnie de réassurance de Zurich.

### Premières expériences d'entrepreneur
En 1949, Hayek rencontre sa femme, dont le père, Édouard Mezger, possède une petite fonderie spécialisée, entre autres, dans la fabrication des sabots de freins des wagons des trains suisses (CFF). L'entreprise est installée à Kallnach et emploie vingt personnes. Quand son beau-père est victime d'un accident vasculaire cérébral, la famille lui demande de gérer les affaires de l'entreprise. Grâce à une stratégie de marketing audacieuse, Hayek réussit à négocier une vente de sabots de freins aux CFF, ce qui permet à l'entreprise d'acheter ses bâtiments. En 1957, le beau-père est guéri et reprend la direction des affaires.

### Spécialiste des aciéries et fonderies
Grâce à un contrat avec une fonderie de pièces pour Mercedes-Benz, qui le recommande aux autres entreprises, Hayek devient un spécialiste mondial dans le domaine de l'aciérie et de la fonderie.

### Consultant entrepreneur pour les entreprises
En 1963, Hayek a 35 ans quand il fonde la société de conseil Hayek Engineering Inc. à Zurich. L'année suivante, il obtient la nationalité suisse. Trente ans plus tard, en 1992, il crée la société de conseil sœur Hayek France SA à Paris. Ses entreprises emploient jusqu'à 250 consultants avec une approche multisectorielle (en Suisse, France et Allemagne). Hayek lui-même sera beaucoup sollicité pour analyser l'état de nombreuses administrations, publiques ou privées, dont : les CFF, des chaînes de télévision, la Ville de Zurich, Ringier, Edipresse, le journal Tages-Anzeiger, l'armée suisse (char d'assaut Léopard 2), la société Nestlé, la firme Brown Boveri, la SSR, l'École polytechnique, Volkswagen, Renault, BMW, Siemens, et Hitachi.
En 2009, en conférence de presse avec Christian Levrat et Christoph Blocher, Nicolas Hayek montre son désir de redimensionner l'UBS et le Crédit Suisse.

### L'horlogerie
- Analyse de l'état du groupe horloger SSIH
- Analyse de l'état du groupe horloger ASUAG

- 1983, il propose de fusionner deux horlogers alors moribonds, SSIH, détenteur des marques Omega et Tissot, et ASUAG, détenteur des marques Longines, Rado, ETA (composants)…
- 1986, fusion sous le nom de Société suisse de microélectronique et d'horlogerie (SMH)
- 1986, président et directeur de SMH
- 1995, le chancelier allemand Helmut Kohl le nomme membre du Council for Research, Technology and Innovation for the future of Germany and Europe
- 1996, le gouvernement français le nomme président du « Groupe de réflexion » de la France, qui étudie les futures stratégies économiques du pays
- 1996, Docteur honoris causa en économie de l'Université de Neuchâtel
- 1998, Docteur honoris causa en économie de l'Université de Bologne
- 1998, la SMH prend le nom de Swatch Group
- 1999, Nicolas G. Hayek rachète le groupe français d'horlogerie de luxe Breguet et en prend la direction
- 2003, il transmet la direction opérationnelle du Swatch Group à son fils G. Nicolas Hayek (Nick), mais reste président du conseil d'administration

## Automobile
Dès les années 1990, Nicolas Hayek s'intéresse à l'élaboration d'une voiture citadine électrique, projet qu'il mène en collaboration avec plusieurs acteurs de l'industrie automobile. En 1991, il cofonde SwatchVolksWagen afin de commercialiser le concept de petite voiture citadine SwatchMobile.
En 1993, il s'allie à Michel Freyssinet, directeur de recherche au CNRS et spécialiste de l'industrie, pour lancer une voiture citadine destinée au transport personnel et écologique. C'est en 1998 qu'il engage une collaboration avec Mercedes-Benz. Ensemble, ils créent la société Mercedes City Car, devenue Micro compact par la suite. Cependant, la vision de Nicolas Hayek et celle de la société diffère, et la réalisation effective (petite voiture citadine plutôt chère et branchée) de la Smart reste assez éloignée du concept initial de Nicolas Hayek, qui la voulait plus populaire et écologique. La Smart Fortwo (disponible en version cabrio) voit le jour, puis naît la Forfour, pour finir par le Roadster.
En 2007, il fonde l'entreprise Belenos Clean Power dans le but de fournir des éléments à l'industrie (pile à combustible, cellules photo-électriques, électrolyseur) pour accélérer les industries dans le domaine de l'environnement et du développement durable.

## Famille
- Son frère Sam G. Hayek, ancien directeur du groupe Sibra (bière Cardinal)
- Sa sœur Mona Karam (née Hayek), veuve de l'architecte libanais Joseph Philippe Karam (en)
- Son fils, G. Nicolas Hayek (Nick Hayek), actuel président du Swatch Group, membre du conseil d'administration
- Sa fille, Nayla Hayek, membre du conseil d'administration puis nommée présidente à la mort de son père le 30 juin 2010.
  - Son petit-fils, Marc A. Hayek, membre du Management Board du Swatch Group et gère l'entreprise Blancpain et Breguet

## Livres
- Nicolas Hayek, Au-delà de la saga Swatch : entretiens d'un authentique entrepreneur avec Friedemann Bartu, Éd. Albin Michel, 2006  (ISBN 2-22-617079-0)

## Décès
Nicolas Hayek est décédé subitement d'une crise cardiaque le 28 juin 2010, alors qu'il travaillait dans son bureau de Bienne.